# Chesterfieldské ostrovy
Chesterfieldské ostrovy (îles Chesterfield) jsou francouzské souostroví v Korálovém moři, 550 km severozápadně od ostrova Grande-Terre, hlavního ostrova Nové Kaledonie. Ostrovy jsou pojmenovány po velrybářské lodi Chesterfield, které velel Matthew Bowes Alt, jenž se v roce 1790 přes Korálové moře plavil.

## Geografie
Chesterfieldské ostrovy, někdy označované jako Chesterfield Reefs nebo Chesterfield Group, jsou nejdůležitější z mnoha neobydlených korálových písečných ostrovů. Souostroví je 120 km dlouhé a 70 km široké. Skládá se z 11 neobydlených ostrůvků a mnoha útesů. Rozloha ostrovů je menší než 10 km². Některé menší ostrovy jsou zaplavovány a mění se vlivem větru a mořské vody, větší jsou stabilizované růstem trávy, popínavých rostlin a nízkých stromů.
Chesterfieldské ostrovy jsou nyní součástí území Nové Kaledonie. Ostrovy nacházející se dále na západ od Chesterfieldských ostrovů jsou již součástí australského území Ostrovy Korálového moře. Ostrovy se rozkládají na ploše přibližně 3500 km².